# John Couch Adams
John Couch Adams (5. června 1819 – 21. ledna 1892) byl britský matematik a astronom, který mimo jiné předpověděl a spočetl pozici osmé planety sluneční soustavy Neptunu pouze za pomoci matematiky.
Během propočítávání oběžné dráhy Uranu dle Keplerových a Newtonových zákonů zjistil nesrovnalosti v dráze. Nezávisle na Adamsovi ke stejným poznatkům dospěl i francouzský matematik Urbain Le Verrier.
Zabýval se rovněž např. problematikou pohybu Měsíce, Leonidami a vypočítal Eulerovu konstantu na 236 desetinných míst.
Je po něm pojmenován mj. nunatak na Ostrově Alexandra I., asteroid (1996) Adams nebo kráter Adams – ten v roce 1970 pojmenovala Mezinárodní astronomická unie po něm a amerických astronomech C. H. Adamsovi a W. S. Adamsovi.